# Göran Persson (konstnär)

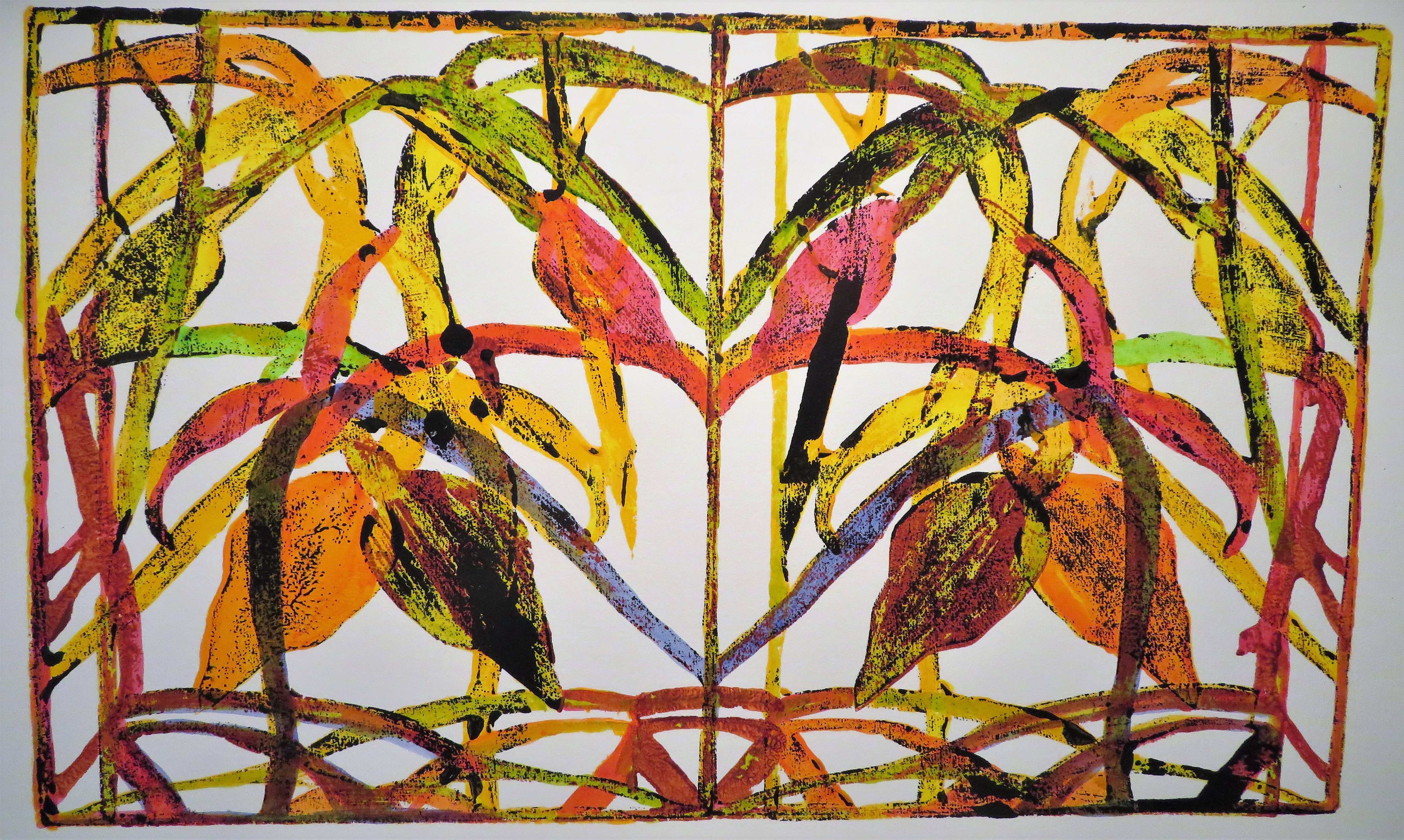
Träsnitt från serien Tanawit.

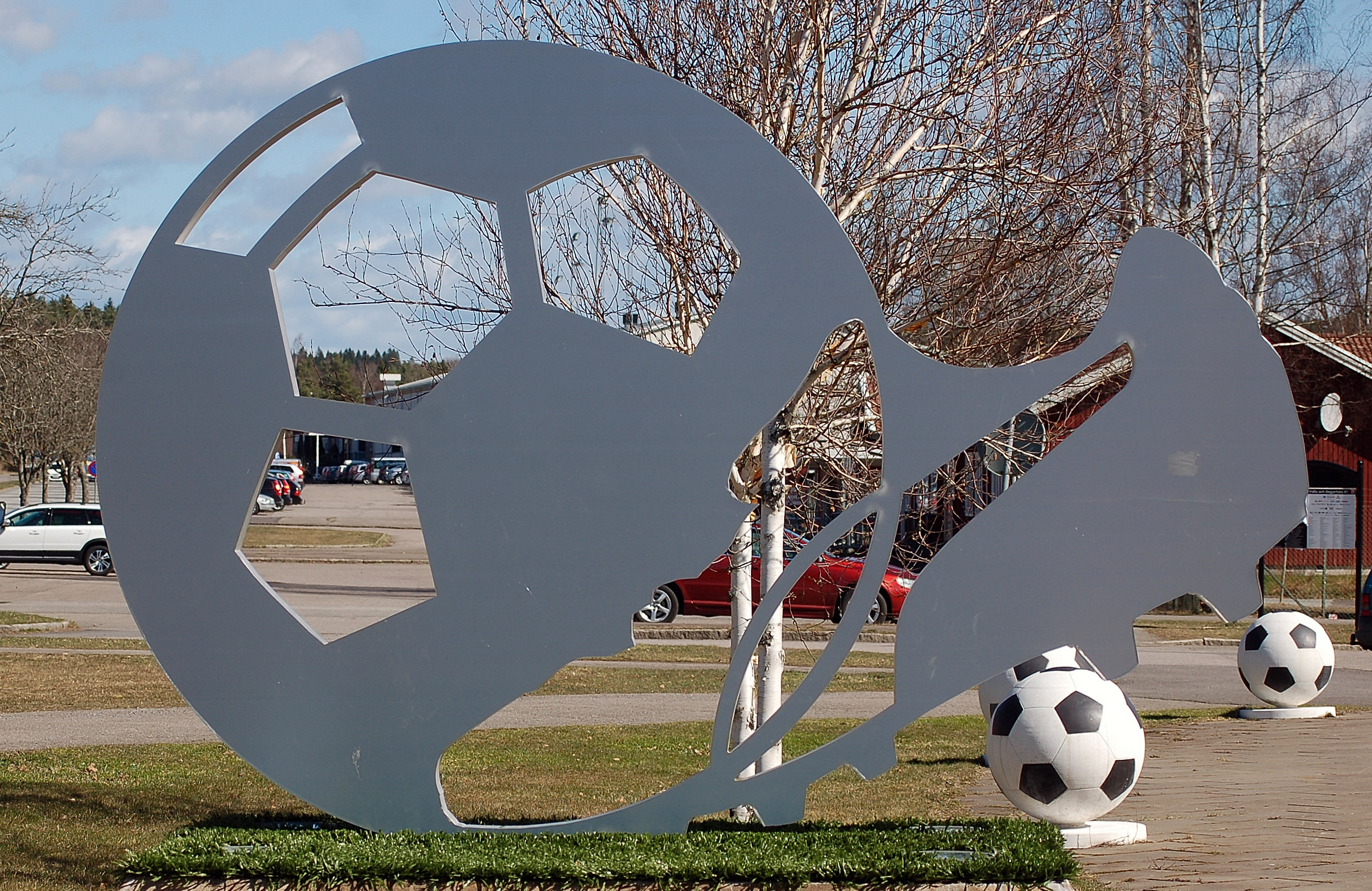
Skulpturen Avspark placerad utanför Fotbollsakademin i Degerfors.

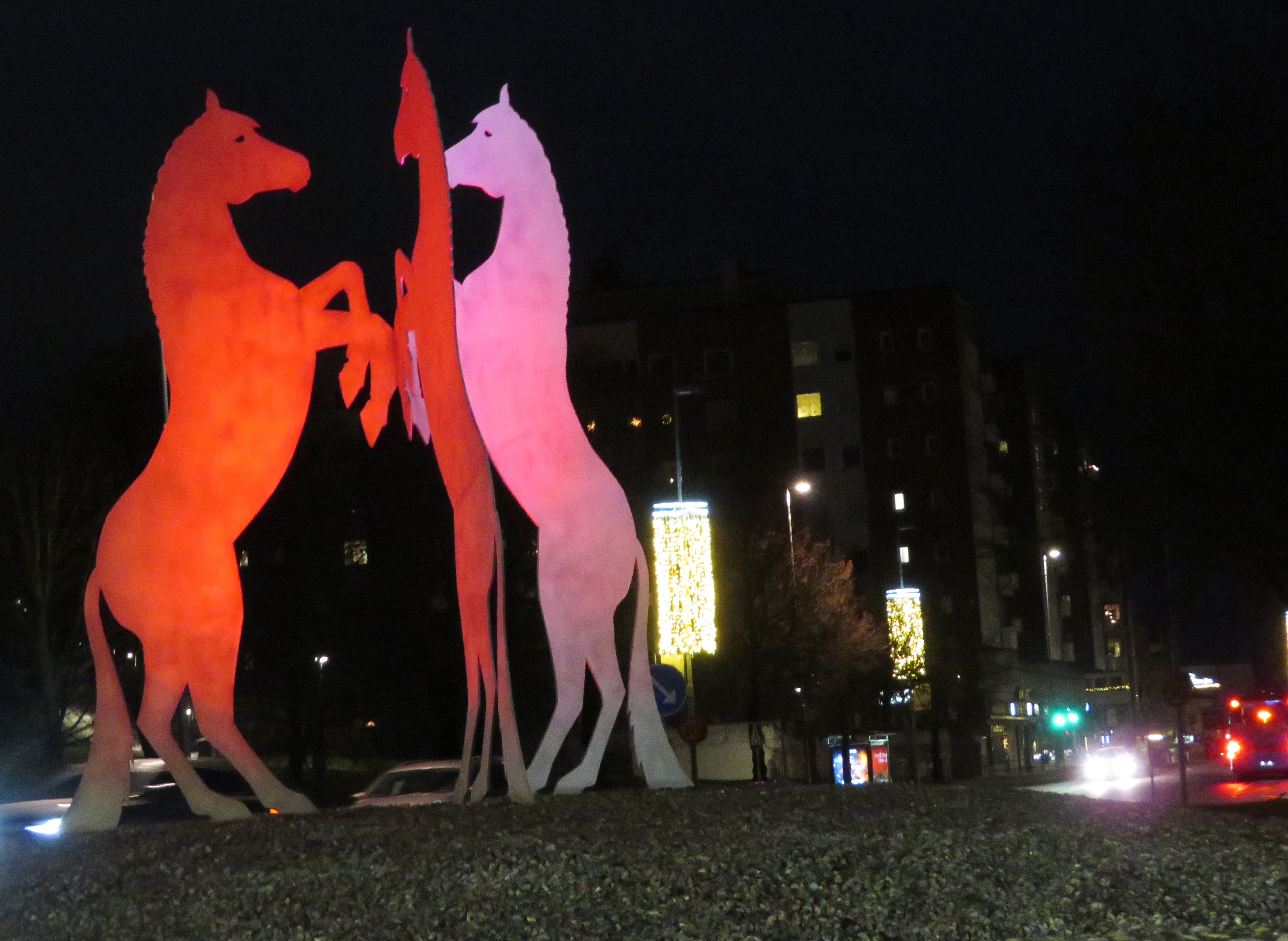
Da Capo. Rostfri skulptur till minne av circus Schriber. Karlskoga.

Göran Persson, född 1956 i Karlskoga, är en svensk konstnär.
Persson studerade till möbelsnickare i Örebro 1972–1975, slöjdlärarutbildning i Linköping 1978, vid Cercle Artistic de Sant Lluc i Barcelona 1981 samt Hovedskous målarskola i Göteborg 1987–1990. Han tilldelades NWT stipendium 1988, Wermlandsbankens stipendium 1989, Värmlands konstförenings ungdomsstipendium 1995.
Han medverkade i samlingsutställningarna Unga X-Värmlänningar i Torsby och Arvika, Marmorskulpturer Kumla, Teckningar Rättviks kulturhus, Grafik Finlands Glasmuseum, Rihimäki, Partille bibliotek, OpenART Örebro. Han har ställt ut separat i Karlstad, Karlskoga, Deje, Säffle, Strömstad, Båstad, Göteborg och Aalborg.
Bland hans offentliga arbeten märks entréutsmyckningar för Riksbyggen på Ekehjelmsvägen i Karlskoga, träreliefer i trapphus för Arbetsförmedlingen Degerfors, entréutsmyckningar för  Hyresbostäder på Saxlyckevägen Karlskoga, tre fristående reliefer för Gallerian Kulan Karlskoga, tredelad siluett för Bröderna Axelssons Plåt AB Karlskoga, Sjukhemmet Saxlyckan Karlskoga, tre stenskulpturer och fyra plåtreliefer för Kumla Bostäder Kumla, träreliefer på husfasader för Boda Borg, Cirkusrondellen i Karlskoga, träreliefer i matsalen på Tullängsskolan Örebro, fem fotbollsprofiler på Stora Valla Degerfors, Harald Blåtands snickarglädje Poplate IT Karlskoga, skulpturen Silverstaden Sala, skulpturen Avspark för Fotbollsakademin Degerfors, stenskulpturen Självbetraktelse Åtorp och Silverstaden del II Sala.
Persson är representerad på Länsstyrelsen Örebro, Värmlands museum, Försvarsministeriet Brasilien, Wheaton Illinois USA, Statens konstråd, Svenska Golfmuseet Landskrona, samt ett 40-tal kommuner och landsting.